# Brian Murray
Brian Murray (ur. 26 grudnia 1921 w Melbourne, zm. 4 czerwca 1991 w Murrumbateman) – australijski żołnierz i urzędnik państwowy, kontradmirał, w latach 1982-1985 gubernator Wiktorii.

## Życiorys

### Kariera wojskowa
Był synem geodety. W 1939 wstąpił do Royal Australian Navy (RAN) i od razu został skierowany na szkolenie w Wielkiej Brytanii. W czasie II wojny światowej służył na trzech oceanach. W 1945 był członkiem załogi okrętu HMAS Australia, w czasie gdy stał się on obiektem serii ataków u wybrzeży Filipin, przeprowadzanych przez japońskich lotników kamikaze, co ostatecznie zmusiło dowództwo do czasowego wycofania tej jednostki ze służby. W latach 50. służył na wyższych stanowiskach oficerskich na pokładzie takich jednostek jak HMAS Sydney i HMAS Melbourne. W latach 1958–1959 przebywał na studiach w Londynie. W czerwcu 1961 otrzymał stopień kapitana i objął dowództwo nad fregatą HMAS Queenborough, skąd później został przeniesiony na HMAS Parramatta.
W kolejnych latach był dyrektorem ds. planowania w dowództwie marynarki wojennej, ponownie studiował w Wielkiej Brytanii, a także dowodził jednostką HMAS Supply. W latach 1968–1970 pracował jako attaché wojskowy w ambasadzie Australii w Tokio. W 1970 objął komendę na HMAS Sydney, w okresie gdy ten były lotniskowiec służył już głównie jako okręt transportujący australijskich żołnierzy do Wietnamu. W latach 1971–1974 zajmował wysokie stanowisko urzędnicze w resorcie obrony, jednocześnie pełniąc czysto honorowy urząd adiutanta morskiego królowej. Następnie w latach 1974-1975 sprawował dowództwo nad wszystkimi jednostkami RAN w stanie Wiktoria. W 1975 otrzymał awans na kontradmirała i został zastępcą szefa sztabu RAN. Pozostał na tym stanowisku do 1978, kiedy to przeszedł na wojskową emeryturę.

### Późniejsze życie
Po odejściu z wojska kupił ziemię rolną w stanie Nowa Południowa Walia, gdzie wraz z małżonką zajął się hodowlą koni i uprawą winorośli. Pod koniec 1981 został nominowany na w dużej mierze ceremonialne stanowisko gubernatora Wiktorii, które formalnie objął z dniem 1 marca 1982 roku. 3 października 1985 podał się do dymisji, w atmosferze skandalu spowodowanego przyjęciem przez niego darmowych biletów lotniczych oraz środków na pokrycie części kosztów prywatnej podróży po Europie i Stanach Zjednoczonych od mających kłopoty z prawem menadżerów linii lotniczych Continental Airlines. Pod koniec życia zmagał się z nowotworem, na który zmarł w wieku 69 lat.

## Odznaczenia
- Order Australii klasy Oficer (AO, 1978)[1]
- Order św. Michała i św. Jerzego klasy Rycerz Komandor (KCMG, 1982[1], odtąd miał prawo do tytułu Sir przed nazwiskiem)